# Музей А. И. Полежаева
Музе́й А. И. Полежа́ева — музей в городе Саранск, столице Республики Мордовия, посвящённый памяти русского поэта XIX века Александра Ивановича Полежаева. Является филиалом Мемориального музея военного и трудового подвига 1941—1945 годов.
Музей выполняет функцию научно-исследовательского центра по изучению жизни и творчества А. И. Полежаева, служит хранилищем поэтических и библиографических произведений поэта и его современников, является центром пропаганды литературного наследия А. И. Полежаева и писателей Мордовии .

## История создания музея
Идея создания музея принадлежит ветерану Великой Отечественной войны Алексею Михайловичу Мамаеву. В 1993 году по его ходатайству администрацией города было выделено здание под музей — деревянный дом купца Семёна Тимофеевича Мышкина, построенный в конце XIX века. Некоторое время ушло на реставрацию здания и подготовку экспозиции. 5 июня 2001 года, к 360-летию со дня основания Саранска музей А. И. Полежаева был открыт для посетителей.

## Экспозиция
Экспозиция музея в настоящее время состоит из пяти разделов. Три зала музея посвящены жизни и творчеству А. И. Полежаева («Рождение и детские годы», «Годы учёбы в Москве», «Военная служба и последние годы жизни поэта»), четвёртый — писателям Мордовии, пятый зал является литературной гостиной, где проводятся поэтическо-музыкальные концерты, выставки художников и другие тематические мероприятия.

## Галерея

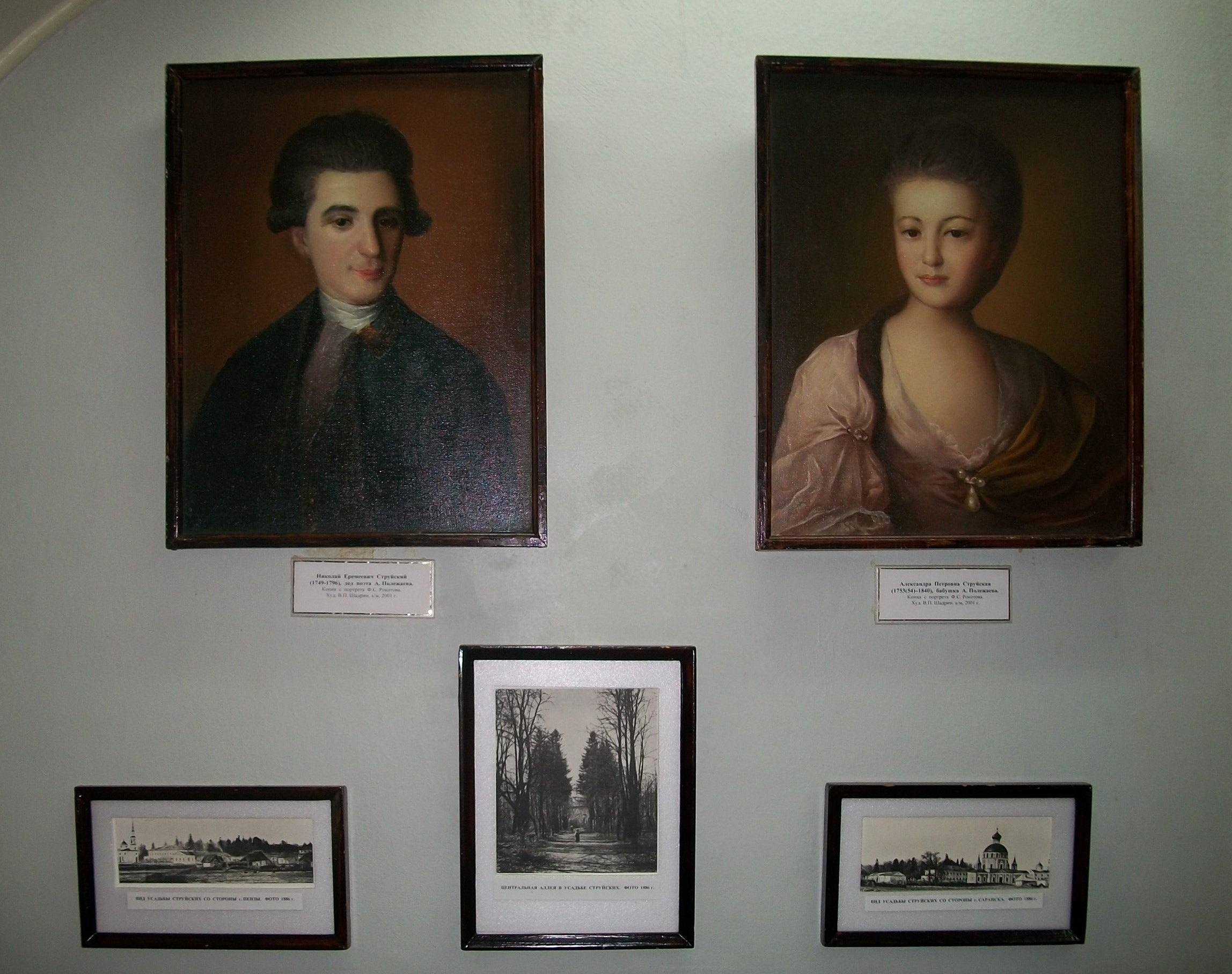
Портреты Николая Еремеевича и Александры Петровны Струйских, деда и бабушки А. И. Полежаева, а также старинные фотографии их усадьбы в Рузаевке.
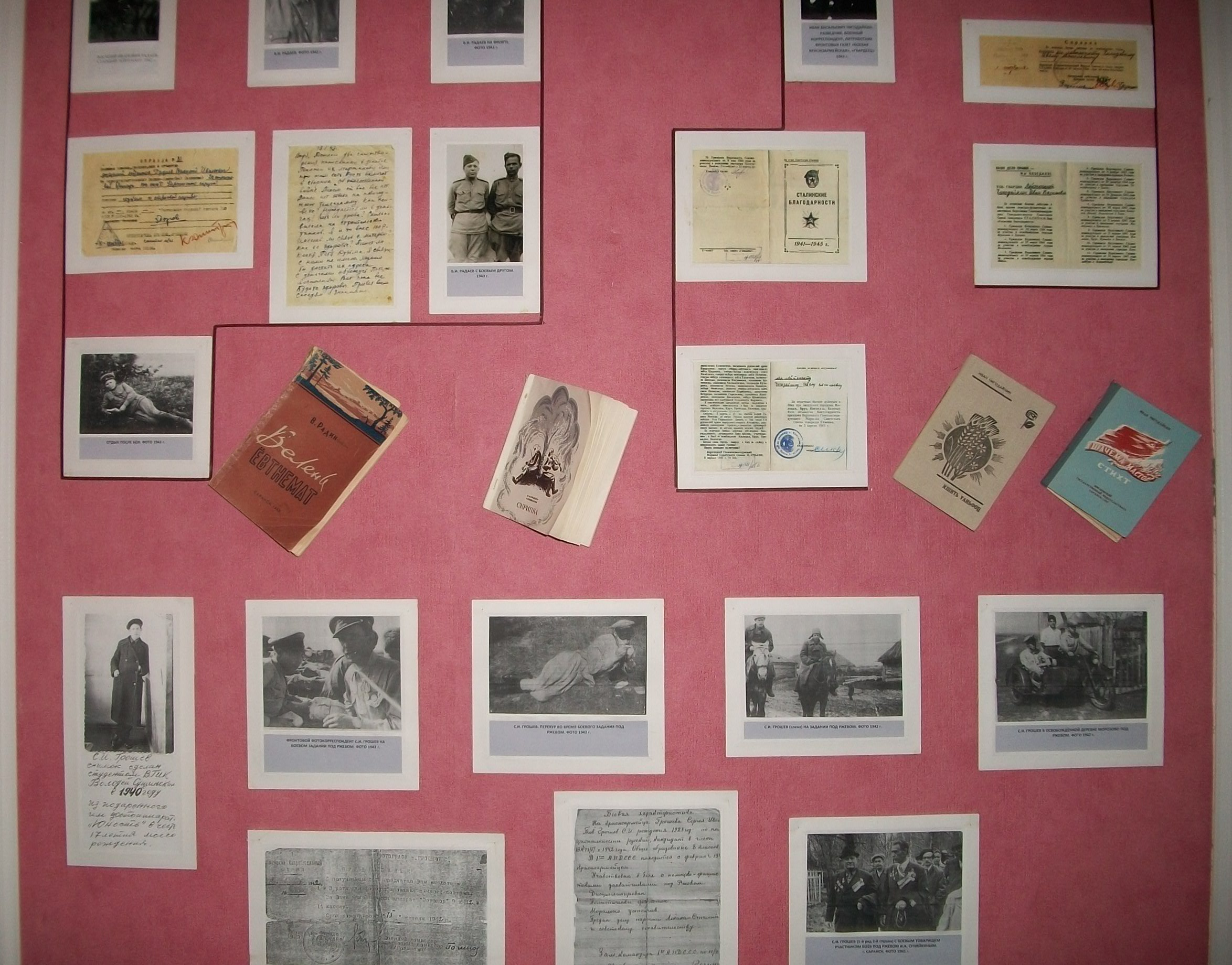
Один из стендов, посвящённых мордовским писателям